# Pyrrosia calvata
Pyrrosia calvata är en stensöteväxtart som först beskrevs av Bak., och fick sitt nu gällande namn av Ren-Chang Ching. Pyrrosia calvata ingår i släktet Pyrrosia och familjen Polypodiaceae. Inga underarter finns listade.